# Edle Bransholm
Edle Kamma Eleonora Bransholm (født 17. september 1856, død 7. december 1922) var en dansk pigehjemsforstander.
Edle Bransholm blev i 1907 centrum i en af de mest omtalte sager om børnemishandling, Hebronsagen, hun blev anklaget for mishandling og misrøgt af de piger, hun havde ansvaret for som forstander af opdragelseshjemmet Hebron i Hanbjerg ved Struer. Sagen blev rejst af Peter Sabroe.